# Hangszerelés
A hangszerelés az a zeneszerzői folyamat, amikor egy mű particella-változatát, vagy adott esetben kidolgozott formáját a szerző, vagy másik zeneszerző (esetleg többen is) feldolgozza (más) hangszeres összeállításra.
A hangszerelésre a romantika korától került különösen is nagy hangsúly, amely talán Debussynél érte el fontosságának csúcsát (egyes zenészek véleménye szerint Jeux c. szimfonikus zenekari műve hangszerelés nélkül értéktelen darabnak hatna, olyannyira nagy hangsúly került a zenekari színezésre, mint fő kompozíciós elemre). Egyes zeneszerzők különleges hangszerelési képességeikről, zenekari színezési fantáziájukról voltak híresek (pl. Rimszkij-Korszakov, Ravel, Wagner, Schönberg).
A hangszerelést általában maguk a zeneszerzők végzik el, azonban pl. musicaleknél (leginkább az USA-ban) elterjedt módszer, hogy szerzők zongorára kidolgozzák művüket, és erre specializált hangszerelő(k) írják meg a zenekari változatot (ilyen pl. Webber esetében David Cullen, vagy Stephen Sondheimnál Jonathan Tunick). Komolyzenében is ismertünk hasonló jelenséget pl. Muszorgszkij esetében, akinek pl. Hovanscsina c. operáját Rimszkij-Korszakov és Sosztakovics is meghangszerelte. Egy kiállítás képei c. zongoraműve pedig Ravel hangszerelésében, nagyzenekari műként vált igazán ismertté. Liszt Ferenc temérdek utazása során nem mindig tudott időt szakítani szimfonikus költeményei teljes hangszerelésére, ilyenkor August Conradi dolgozta ki eleinte a hangszerelés nagy részét. A barokk korban általános volt, hogy a "mester" megírta a fontos részeket (I. hegedű dallamai, énekszólam, basszus, continuo-számozás), tanítványai pedig kidolgozták a belső szólamokat. Ugyanez a módszer más művészeti ágakban sem volt idegen (tudunk olyan festményekről is, ahol a "mester" csak az arcokat festette).
Előfordult olyan is, hogy a szerző meghalt a mű befejezése előtt, de vázlataiból egyértelműen kidolgozható volt a mű vége (pl. Puccini Turandot c. operájának utolsó jelenetét Franco Alfano fejezte be). Korunk legutóbbi ilyen nagy vállalkozása volt a Magyar Állami Operaház 2000-re kiírt évfordulós operakomponálási pályázata, amelynek győztes műve Bozay Attila operája lett, melynek három felvonását három külön szerző hangszerelte meg, mivel Bozay időközben elhunyt.
A hangszerelés a zeneszerzői munka leghosszabb időtartamot igénybevevő feladata.